# 龙女镇
万善镇为中国四川省广安区下辖镇，位于武胜县西北部，与石盘乡、沿口镇、华封镇、新学乡、金光乡为邻。因明嘉靖三十五年(1556年)此地建有龙女寺而得名。全镇面积44平方公里，有人口37298人(2000年)。镇人民政府驻龙女寺，距县城10公里。龙女于2000年被列为省级试点小城镇。

## 历史沿革
明为郁马里；清属德清里；民国废场（龙女寺）设龙女乡；1958年改龙女公社，1983年復設龙女乡，1985年4月撤乡建镇。

## 地理
龙女镇地处嘉陵江水域，嘉陵江水运可达南充、重庆，省道304线贯穿其境，全镇乡村公路四通八达，至国道212线5公里，至省道304线3公里，距县城19公里。

## 行政区划
万善镇下辖以下地区：
龙发路社区、小河村、龙女村、马耳石村、贵子桥村、联合村、袁家庙村、飞虎村、高妙村、白沙村、沙河村、瓦子村、太和村、郁马坪村、芋子溪村、前进村、青岩村、幸福村、九龙村、天平村、九树村、双柏村、郭家沟村、花楼村和盐井村。

## 教育
龙女初中、青岩初中、龙女小学、高妙小学、青岩小学，以及2所幼儿园所。